# Mahopac, New York
Махопак (енгл. Mahopac) насељено је место без административног статуса у америчкој савезној држави Њујорк.

## Демографија
По попису из 2010. године број становника је 8.369, што је 109 (-1,3%) становника мање него 2000. године.
| Група             | 2000.         | 2010.         |
| Белци             | 7.651 (90,2%) | 7.058 (84,3%) |
| Афроамериканци    | 90 (1,1%)     | 178 (2,1%)    |
| Азијати           | 103 (1,2%)    | 168 (2,0%)    |
| Хиспаноамериканци | 565 (6,7%)    | 911 (10,9%)   |
| Укупно            | 8.478         | 8.369         |